# بوریس زاخودر
بوریس زاخودر (روسی: Бори́с Влади́мирович Заходе́р؛ ۹ سپتامبر ۱۹۱۸ – ۷ نوامبر ۲۰۰۰) یک زبان‌شناس، شاعر، نویسنده، و مترجم اهل اتحاد جماهیر شوروی بود.
از آثار ترجمه‌ای مشهور او می‌توان به وینی پو، «مری پاپینز» و ماجراهای آلیس در سرزمین عجایب اشاره کرد.
از فیلم‌ها یا مجموعه‌های تلویزیونی که وی در آن‌ها نقش داشته است، می‌توان به فانتیک و تاری، پرنده کوچک اشاره نمود.